# Харада, Масао
Масао Харада (яп. 原田 正夫 Харада Масао, 22 сентября 1912 - 22 января 2000) — японский легкоатлет, призёр Олимпийских игр.
Масао Харада родился в 1912 году в Киото, закончил Киотский императорский университет.
В 1936 году Масао Харада принял участие в Олимпийских играх в Берлине, где завоевал серебряную медаль в тройном прыжке.